# Котёл у Порлампи
Котёл у деревни Порлампи (фин. Porlammen motti) — окружение 28—31 августа 1941 года силами финской армии в районе деревни Порлампи (ныне — Свекловичное) отступавших из Выборга частей 43-й, 115-й стрелковых дивизий и 272-го стрелкового полка 123-й стрелковой дивизии 23-й армии РККА в ходе наступления на Карельском перешейке.

## Ход боевых действий
20 августа 1941 года 123-я и 43-я стрелковые дивизии, взорвав укрепления на границе юго-западнее, западнее и северо-западнее Выборга по приказу Ставки, преследуемые финскими частями, начали отход в район севернее Выборга.
24 — 26.08.1941 года силами 115-й и 123-й стрелковых дивизий из района южнее Выборга в восточном направлении был нанесён контрудар на Вуосалми с задачей ликвидировать плацдарм, занимаемый финскими войсками. Контрудар был отражён, и 26 августа советские войска перешли к обороне. Вечером 25 августа финские войска, захватив станцию Кямяри, перерезали железную дорогу Выборг-Ленинград, а 26 августа — Средне-Выборгское шоссе в районе Хумола, юго-восточнее Выборга.
К юго-западу от  Выборга 24 августа финские части 8-й пехотной дивизии форсировали Выборгский залив и перерезали Приморские железную дорогу и шоссе.
28 августа 43-я стрелковая дивизия по приказу оставила Выборг и должна была отступать по приморскому шоссе, заняв оборону на участке Роккала-Сумма. За ней отступала 115-я стрелковая дивизия с 272-го стрелковым полком 123-й стрелковой дивизии с задачей выйти по шоссе Выборг - Ленинград в район Сумма и занять там оборону, на подготовленном рубеже, совпадающем с бывшей линией Маннергейма.
Чуть раньше по шоссе на Ленинград прошёл 245-й стрелковый полк 123-й стрелковой дивизии, выведенный из подчинения 43-й СД, обошёл противника, занявшего Хумола и проследовал дальше на Ленинград. В районе Сумма на тот момент вёл оборонительные бои 255-й стрелковый полк 123-й стрелковой дивизии с штабом дивизии.
Приморское шоссе был перехвачено частями 8-й пехотной дивизии финнов и походная колонна 43-й СД устремилась по лесным дорогам между приморским и выборгским шоссе по маршруту: Лиимата – Ала_Сяйние ‐ мыза Корпела – Юлясоммес – станция Соммее, с целью выйти к приморскому шоссе в районе железнодорожной станции Сомме и прорваться к Кайслахти, где оборонялся отряд моряков Выборгского укрепленного сектора КБФ. Дивизионная колонна выстраивалась следующим образом: в авангарде - 25-й ОРБ, 65-й СП, 2‐й дивизион 162-го АП, 1‐й и 2‐й дивизионы 200-го ГАП, 1‐й и 3‐й дивизион 101-го ГАП, 1‐я рота 73-го ОПТД и батарея 299-го ОЗАД. В середине — колонна управления дивизии и обоз. В арьергарде: 147-й СП, 1‐й дивизион 162-го АП, 2‐й дивизион 200-го ГАП, одна противотанковая батарея.

28 августа роту финнов, успевших захватить Юля-Сомме, атаковал авангард 43-й СД и прорвался к Порлампи. Под давлением финны были вынуждены оставить юго-западную часть деревни,обстреливая прорывающиеся колонны через пойму ручья.  
Основные силы дивизии выбили из деревни Порлампи финский заслон и потеснили их на запад, к станции Сомме. Для прорыва к отряду моряков, наступавшему с юга от Койвисто, осталось лишь отбить станцию и пройти несколько километров по шоссе.
Утром 29 августа командир финского 45-го пехотного полка получил указание усилить группировку в Юля-Сомме, разгромить оставшиеся там обозы, образовавшие там 2-километровый затор, и полностью перекрыть дорогу. В течение дня в деревне велись яростные бои, а в ночь на 30 августа по дороге от Корпеланаутио подошла колонна 115-й стрелковой дивизии, с рассветом вступила в бой и отбросив финнов на северо-запад, опять овладела мостом и дорогой и под огнём начала прорываться в Порлампи.
Авангард 43-й стрелковой  дивизии с полевой артиллерией остановился на лесной дороге в полукилометре от станции Сомме, штабные автомобили встали у мызы Порлампи, остальная техника дивизии — на изгибе дороги, проходящей по полю между мызой и деревней Порлампи. При подходе к станции передовые силы дивизии не смогли развернуться в боевые порядки, полевая артиллерия сгрудилась на лесной дороге у опушки леса и не смогла вести огонь. Неоднократные атаки станции, происходившие 28, 29 и 30-го августа, не достигали результата, а методичный финский артиллерийский и миномётный огонь по колонне наносил огромный урон и деморализовали личный состав. Командир дивизии генерал-майор Кирпичников выполнял приказ по выводу дивизии, включая материальную часть, и не решился уничтожить тяжёлое вооружение и обоз и выйти через лес из окружения. 
Следующая позади колонна 115-й стрелковой дивизии отбросила передовые части финнов в Сяйниё и прорвалась почти до Хумола по шоссе на Ленинград, но не смогла прорваться. Командир дивизии генерал-майор Коньков, оставив вооружение и обоз, 30 августа вышел из окружения с 638-м СП, следом вышел и 576-й СП и 272-й СП 123 СД. Прорвался и 65-й СП, находившийся в авангарде колонны 43-й стрелковой дивизии.
31 августа  генерал-майор В. В. Кирпичников дождался разрешения на выход, но было уже поздно, финны почти замкнули кольцо окружения с юга. При прорыве разрозненными группами он сам попал  в плен. По возвращении из плена он был судим за измену Родине в форме выдачи противнику военной тайны и 28 августа 1950 года расстрелян по приговору суда.
Части, которые выходили из окружения в Порлампи, занимали оборону в Койвисто, откуда были эвакуированы морскими транспортами. 2 сентября в Ленинград прибыли остатки 43-й СД в количестве 4500 человек, 115-я дивизия - 4220 человек, 272-й СП — 1500 человек, и 500 человек из других частей. Всего — около 11 000 человек.
В то же время в западной части перешейка наступление финнов сдерживали части 123-й стрелковой дивизии, состоявшие из 255-й стрелкового полка и взятыми в управление остатками 1-го Ленинградского стрелкового полка и маршевого батальона 164-го запасного полка. Утром 30-го августа 255-й полк отступил к Уусикирка, а к вечеру занял оборону у Метсякюля, удерживая мост. Колонна 101-го гаубичного полка, приданная 123-й дивизии, отставшая из-за обоза, попала под удар передовых финских отрядов в районе Ваммельярви, оставив там орудия. К полудню 31-го августа колонна 245-го полка успела пройти мост в Метсякюля и подходила к Териокам, 255-й полк был в Куоккала. Мост удерживал сводный отряд 123-й дивизии. К вечеру штаб 23-й армии восстановил управление и отдал приказ отойти за старую границу, на станцию Дибуны.

## Потери
В ожесточённых боях в районе Порлампи общие потери частей 23-й армии составили убитыми около 1000 человек, в плену оказалось 3000 человек. Пленные были из следующих частей:
43-я СД: 65 СП, 147 СП, 162 арт.полк, 200 ГАП, 101 медсанбат, 25 развед.бат,  37 отд.сап.бат, 73 отд.батарея;
115-я СД: 576 СП, 638 СП, 313 арт.полк,  371 ГАП,  219 сап.бат;
123-я СД: 245 СП, 272 СП, 495 ГАП, 101 ГАП;
14-й МСП НКВД, 260-й СП, 82-й полк НКВД, 164-й зап. полк, 28 арт.полк...
В качестве трофеев финны захватили 164 орудия различного калибра (152 мм орудий более 40 штук), 27 миномётов, 91 пулемёт, 21 танк, 6 броневиков, 146 тракторов, 457 грузовых автомобилей (большая часть в неисправном состоянии), 31 легковой автомобиль, 1 261 повозка, более 3000 лошадей.

## Галерея
- Колонна штаба 43-й стрелковой дивизии в окружении у деревни Порлампи. 2 сентября 1941 г.
- Оставшиеся в окружении санитарные машины и другое снаряжение. 3 сентября 1941 г.
- Гаубицы-пушки МЛ-20 101-го гаубичного артиллерийского полка, захваченные финской армией. 3 сентября 1941 г.